# Manifest GNU

Mascota de GNU (logotip), per Aurelio A. Heckert

El Manifest GNU va ser publicat el 1985 per Richard M. Stallman per a iniciar el projecte de programari lliure GNU. El manifest conté la declaració de principis del projecte i n'aclareix els objectius i a més demana finançament i suport i és gestionat per la Free Software Foundation (FSF) nord-americana.
Aspira a fer que el programari comercial esdevingui inviable gràcies a la possibilitat d’obtenir programari igual o més bo de forma gratuïta. La idea del Manifest GNU beneficia a tothom, els codis complets del sistema són disponibles per a tothom, de manera que si un usuari ha de menester canvis en el sistema, sempre serà lliure de fer-los o contractar un programador o empresa per a fer-los. En el mateix moviment va formular el concepte copyleft com a alternativa als drets d'autor a pagament o copyright.
Va ser una resposta a les companyies com ara IBM o Digital Research i molts altres que als anys seixanta del segle xx van tancar l'accés al codi font de llur programari i van obligar llurs clients a signar un compromís de confidencialitat. Hi veien una manera de crear una nova font de beneficis a més de la venta de maquinari.
Això dificultava la vida a cercadors o programadors per a adaptar-lo a les necessitats particulars de cadascú. Stallman temia la fi de l'ús compartit de programari, dels temps pioners de la informàtica i la «regla d'or» de la comunitat dels furoners.
El 1987 va ser va actualitzat per tenir en compte nous desenvolupaments, i el 1993 s'hi van afegir notes a peu de pàgina per a dilucidar certes confusions, com ara el mot anglès free que significa alhora lliure i de franc. El Manifest parla de llibertat de crear, canviar i distribuir (mitjançant pagament o no) i no pas de gratuïtat o preu. El manifest deixa la llibertat a tothom que vulgui participar o col·laborar en el desenvolupament de programari, empreses que aportin finançament econòmic o material i a tots els individus que hi vulguin fer una aportació econòmica.
| «                        | Usuaris d'ordinadors han de ser lliures de modificar programari per adaptar-lo a les necessitats i lliures de compartir-lo, perquè ajudar altri és la base de la societat. | Computer users should be free to modify programs to fit their needs, and free to share software, because helping other people is the basis of society. | » |
| — Richard Stallman, 1999 | | |   |

## Per què GNU beneficia a tothom?
El fet que el sistema GNU sigui un sistema de programari lliure significa molt més que només estalviar a tots el cost d'una llicència Unix. Significa que s'evitarà malbaratament d'esforços en la duplicació de la programació de sistemes. Aquest esforç pot enfocar-se millor per a millorar els programes. Els codis complets del sistema són disponibles per a tots. Com a resultat, un usuari que ha de menester canvis en el sistema serà sempre lliure per a fer-los si mateix o de contractar i pagar un programador o empresa per a fer-los. A més, el fet que no puguin aparèixer modificacions privades de programes beneficia a tota la comunitat, no solament a la persona que es troba amb un problema i el modifica el programa pera resoldre'l. Els usuaris ja no són a la mercè del propietari dels codis fonts (sigui un programador o una empresa) que tingui un monopoli per a fer-hi canvis.